# Liste der Bodendenkmale in Gödenstorf
In der Liste der Bodendenkmale in Gödenstorf sind alle Bodendenkmale der niedersächsischen Gemeinde Gödenstorf aufgelistet. Die Quelle ist der Denkmalatlas Niedersachsen. Der Stand der Liste ist der 12. Oktober 2024.
In den Spalten finden sich folgende Informationen des Bodendenkmales:
Lagegeographische Koordinaten
BezeichnungBezeichnung lt. Denkmalatlas
BeschreibungBeschreibung lt. Denkmalatlas
IDObjekt-ID
BildBild, ggf. zusätzlich mit Link zu weiteren Fotos im Medienarchiv Wikimedia Commons.

## Gödenstorf
| Lage                        | Bezeichnung              | Beschreibung                                                                          | ID       | Bild |
| --------------------------- | ------------------------ | ------------------------------------------------------------------------------------- | -------- | ---- |
| 53° 14′ 16″ N, 10° 7′ 29″ O | Gödenstorf 4, Grabhügel  | Breit, wuchtig, Eingrabung in der Mitte. Dm. 18 m, H. 1,0 m.                          | 28961279 | BW   |
| 53° 14′ 16″ N, 10° 7′ 27″ O | Gödenstorf 5, Grabhügel  | Im N scharf angepflügt. Dm. 10 m, H. 0,90 m.                                          | 28961280 | BW   |
| 53° 14′ 4″ N, 10° 7′ 57″ O  | Gödenstorf 6, Grabhügel  | Flach, vermutlich unversehrt. Dm. 10 m, H. 0,50 m.                                    | 28961258 | BW   |
| 53° 12′ 54″ N, 10° 6′ 58″ O | Gödenstorf 11, Grabhügel | Rund, restauriert. 8 m ostsüdöstl. ein restaurierter Schachtofen. Dm. 13 m, H. 1,2 m. | 28959431 | BW   |
| 53° 12′ 54″ N, 10° 7′ 9″ O  | Gödenstorf 15, Grabhügel | Rund, abgeflachte Kuppe. Dm. 20 m, H. 1,3 m.                                          | 28959432 | BW   |

## Gödenstorf – Salzhausen
| Lage                        | Bezeichnung                         | Beschreibung | ID       | Bild |
| --------------------------- | ----------------------------------- | --- | -------- | ---- |
| 53° 13′ 0″ N, 10° 5′ 39″ O  | Gödenstorf-Salzhausen 18, Grabhügel | Im Zentrum rechteckige Eingrabung von 3 × 3 m Größe. Vor 1959 soll sich hier eine Steinkiste befunden haben, deren Steine heute fortgeschafft sind. In der Eingrabung sind noch zahlreiche Steintrümmer zu erkennen. Dm. 15 m; H. 1 m. | 28959627 | BW   |
| 53° 12′ 56″ N, 10° 5′ 39″ O | Gödenstorf-Salzhausen 19, Grabhügel | Steinkreis aus großen Steinen. Dm. 5 m; H. 0,5 m. | 28959630 | BW   |
| 53° 13′ 1″ N, 10° 5′ 38″ O  | Gödenstorf-Salzhausen 20, Grabhügel | Flach, steinig, stark zerwühlt. Dm. 10 m; H. 0,5 m. | 28959631 | BW   |

## Lübberstedt
| Lage                        | Bezeichnung                   | Beschreibung | ID       | Bild           |
| --------------------------- | ----------------------------- | --- | -------- | -------------- |
| 53° 10′ 37″ N, 10° 5′ 14″ O | Lübberstedt 2, Grabhügel      | Rand unscharf, von Kaninchen zerwühlt, enthält Steine. Dm. 5 m; H. 0,3 m. | 28962840 | BW             |
| 53° 10′ 37″ N, 10° 5′ 17″ O | Lübberstedt 3, Grabhügel      | Rand unscharf, von Kaninchen zerwühlt, enthält Steine. Dm. 7,5 m; H. 0,5 m. | 28962843 | BW             |
| 53° 10′ 37″ N, 10° 5′ 19″ O | Lübberstedt 4, Grabhügel      | Gleichmäßig gewölbt; Rand deutlich abgesetzt. Enthält sehr ausgedehnte Steinpackung. Dm. 12 m; H. 0,8 m. | 28959434 | BW             |
| 53° 10′ 37″ N, 10° 5′ 21″ O | Lübberstedt 5, Grabhügel      | Rand deutlich abgesetzt. Enthält zahlreiche Steine. In der Mitte flache Eingrabung durch Schützenloch. Dm. 11 m; H. 0,9 m. | 28962844 | BW             |
| 53° 10′ 36″ N, 10° 5′ 24″ O | Lübberstedt 6, Grabhügel      | An der Oberfläche mehrere Steine sichtbar. Von Kaninchen zerwühlt. Ränder durch Tiere zertreten. Dm. 12 m; H. 0,7 m. | 28959435 | BW             |
| 53° 10′ 36″ N, 10° 5′ 28″ O | Lübberstedt 7, Grabhügel      | Rollsteinpackung, S-Seite 2 große Steine. Die spitzkegelige Form ist nicht ursprünglich, offenbar durch Schafe zertreten, besonders an der S-Seite scheint Boden abgeweht. Dm. 13 m; H: 1,2 m. | 28959437 | BW             |
| 53° 10′ 35″ N, 10° 5′ 36″ O | Lübberstedt 8, Grabhügel      | Flach gewölbt. Rand fließend; enthält Steine. An W-Seite alte Eingrabung, flach und breit. Scheint von Schafen zertreten. Dm. 9 m; H. 0,6 m. | 28961282 | BW             |
| 53° 10′ 34″ N, 10° 5′ 44″ O | Lübberstedt 9, Grabhügel      | Kräftig gewölbt, Rand deutlich abgesetzt. Steinkreis außen, Steine in der Mitte, unversehrt. Dm. 15 m; H. 1,3 m. | 28959439 | BW             |
| 53° 10′ 33″ N, 10° 5′ 47″ O | Lübberstedt 10, Grabhügel     | Mitte flach eingesunken. Rand steil, nur an O-Seite flacher, deutlich abgesetzt. Oberflächlich keine Steine erkennbar. Von Streifenpflug überpflügt, sonst unversehrt. Dm. 15 m; H. 0,9 m. | 28959436 | BW             |
| 53° 10′ 33″ N, 10° 5′ 49″ O | Lübberstedt 11, Grabhügel     | Kräftig gewölbt, Rand deutlich abgesetzt. Steinkreis außen, Mitte Steine. Von Streifenpflug überpflügt, sonst unversehrt. Dm. 12 m; H. 1,1 m. | 28959438 | BW             |
| 53° 10′ 32″ N, 10° 5′ 51″ O | Lübberstedt 12, Grabhügel     | Oberflächlich zerwühlt (durch Schafe oder Rotwild und Streifenpflug), ein Steinkreis zu erkennen, Steine z.T. verlagert. Dm. 10 m; H. 1 m. | 28959442 | BW             |
| 53° 10′ 31″ N, 10° 5′ 54″ O | Lübberstedt 13, Grabhügel     | Flach gewölbt, abgesetzter Rand, ein Steinkreis erkennbar. Dm. 10 m; H: 0,9 m. | 28959443 | BW             |
| 53° 11′ 17″ N, 10° 6′ 21″ O | Lübberstedt 19, Grabhügel     | Kräftig gewölbt, gut erhalten. Dm. 10 m; H. 0,9 m. | 28959445 | BW             |
| 53° 11′ 17″ N, 10° 6′ 25″ O | Lübberstedt 20, Grabhügel     | Sehr kräftig gewölbt, überdurchschnittlich hoch, spitz. Zentral in etwa 0,5 m T. Steine. Sehr gut erhalten, Dm. 13 m; H. 1,6 m. | 28959440 | BW             |
| 53° 11′ 15″ N, 10° 6′ 31″ O | Lübberstedt 21, Grabhügel     | Kräftig gewölbt, scheint unversehrt zu sein. Dm. 12 m; H. 1,3 m. | 28959447 | BW             |
| 53° 11′ 20″ N, 10° 6′ 28″ O | Lübberstedt 23, Grabhügel     | Kräftig gewölbt, gut erhalten. Dm. 10 m; H. 0,9 m. | 28959448 | BW             |
| 53° 11′ 21″ N, 10° 6′ 25″ O | Lübberstedt 25, Grabhügel     | Sehr unscheinbar, Dm. 7 m; H. 0,5 m. | 28959449 | BW             |
| 53° 11′ 22″ N, 10° 6′ 25″ O | Lübberstedt 26, Grabhügel     | Flach gewölbt, Rand verfließend. W-Seite von Waldweg leicht angeschnitten. Dm. 10 m; H. 0,7 m. | 28959444 | BW             |
| 53° 11′ 41″ N, 10° 5′ 19″ O | Lübberstedt 27, Grabhügel     | Rundlich, sehr große Eingrabung an der O-Seite. völlig deformiert. Dm. 10 m. | 28959451 | BW             |
| 53° 10′ 12″ N, 10° 6′ 28″ O | Lübberstedt 29, Grabhügel     | Gleichmäßig gewölbt mit deutlich abgesetztem Rand. An der W-Seite 2 Steine ca. 70 × 40 cm und 40 × 40 cm. Auf dem Hügel im SW 1 Stein mit Maßen von ca. 90 × 50 cm. Dm. 15 m; H. 1,3 m. | 28959446 | BW             |
| 53° 10′ 19″ N, 10° 5′ 58″ O | Lübberstedt 32, Grabhügel     | Gleichmäßig gewölbt; Rand verfließend; keine Steine. Vom Streifenpflug überpflügt. Dm. 12 m; H. 0,9 m. | 28959453 | BW             |
| 53° 10′ 19″ N, 10° 5′ 59″ O | Lübberstedt 33, Grabhügel     | Gleichmäßig gewölbt, Rand verfließend, keine Steine. Vom Streifenpflug überpflügt. Dm. 12 m; H: 0,7 m. | 28959454 | BW             |
| 53° 10′ 23″ N, 10° 5′ 47″ O | Lübberstedt 34, Grabhügel     | Eingrabung in der Mitte (Schützenloch). Zahlreiche kopfgroße Steine, darunter auch größere. Dm. 10 m; H. 0,9 m. | 28959455 | BW             |
| 53° 10′ 24″ N, 10° 5′ 44″ O | Lübberstedt 35, Grabhügel     | Etwas spitz gewölbt, mit flach auslaufendem Rand. Sehr gut erhalten. Dm. 12 m; H. 0,9 m. | 28959456 | BW             |
| 53° 10′ 26″ N, 10° 5′ 42″ O | Lübberstedt 36, Grabhügel     | Flach mit verfließendem Rand. Dm. 10 m; H. 0,8 m. | 28959457 | BW             |
| 53° 10′ 26″ N, 10° 5′ 40″ O | Lübberstedt 37, Grabhügel     | Flach mit verfließendem Rand. W-Seite des Hügels von Wegespuren angeschnitten. Dm. 12 m; H. 0,7 m. | 28959458 | BW             |
| 53° 10′ 35″ N, 10° 5′ 40″ O | Lübberstedt 42, Grabhügel     | Mitte flach, Ränder deutlich abgesetzt. Keine Steine oberflächlich erkennbar. Dm. 12 m; H. 0,9 m. | 28959459 | BW             |
| 53° 10′ 35″ N, 10° 5′ 38″ O | Lübberstedt 43, Grabhügel     | Im W und O von sehr tiefen Wegespuren angeschnitten, besonders W-Seite. Kaum noch zu erkennen, hat in der Mitte Rollsteine. Dm. ca. 10 m; H. 0,6 m. | 28959441 | BW             |
| 53° 11′ 28″ N, 10° 6′ 48″ O | Lübberstedt 50, Großsteingrab | In einem flachen Hügel von etwa 12 m Durchmesser in Ost-West-Richtung die Reste eines Großsteingrabes. In 6 m langen und 4,5 m breiten Loch, in dem nahezu sämtliche Steine einer Steinkammer zerlegt wirr beieinanderliegen 1 Deckstein noch in verkeiltem Zustand vorhanden. Die Reste können keinen Aufschluss über die ursprüngliche Erscheinung des Grabes bieten. Insgesamt sehr schlechter Zustand.                                                         | 28959461 | Weitere Bilder |
| 53° 11′ 44″ N, 10° 7′ 6″ O  | Lübberstedt 51, Großsteingrab | In einem länglichen Hügel von 11 m Dm. und 1,2 m H. ein vollständig zerstörtes Steingrab. Die zwölf Steine, heil oder gesprengt, vermitteln ohne Ausgrabung keine Vorstellung des alten Zustandes. Heute großenteils unter Moos geborgen. Die Decksteine sind geraubt, 1 Bruchstück noch vorhanden. Der Hügel scheint nicht aufgegraben zu sein; vermutlich im Kern noch weitgehend erhalten. Historische Fotos zeigen, dass ehemals Trägersteine vorhanden waren. | 28959450 | Weitere Bilder |
| 53° 11′ 47″ N, 10° 7′ 51″ O | Lübberstedt 52, Grabhügel     | Kräftig gewölbt, gut erhalten. Dm. 15 m; H. 1,2 m. | 28959460 | BW             |
| 53° 11′ 40″ N, 10° 6′ 34″ O | Lübberstedt 53, Grabhügel     | Kräftig gewölbt, gut erhalten. Dm. 11 m; H. 0,8 m. | 28959555 | BW             |
| 53° 11′ 16″ N, 10° 6′ 30″ O | Lübberstedt 90, Grabhügel     | Rund, Rand abgesetzt. Dm. 10 m; H. 1,1 m. | 28951727 | BW             |

### Lübberstedt 61
- ID:28959556
- Auf einer nach NW vorspringenden Geländenase des Grevenhoop, auf fast ebenem Gelände gelegenes Grabhügelfeld mit ehemals 15 Hügeln von 4 – 9 m Dm. und 0,25 – 0,70 m erhaltener Höhe. Zwei weitere Grabhügel sind vermutlich zum Bau eines Forstweges abgetragen worden (heute nur noch an verbliebenen Steinmassierungen zu erkennen). Bis auf FStNr. 74 sehr steinreich. Es handelt sich um überhügelte Urnenbestattungen.

| Lage                        | Bezeichnung    | Beschreibung                                                      | ID       | Bild |
| --------------------------- | -------------- | ----------------------------------------------------------------- | -------- | ---- |
| 53° 11′ 41″ N, 10° 6′ 28″ O | Lübberstedt 61 | Flach, rund, Dm. 7,5 m; H. 0,7 m.                                 | 28959554 | BW   |
| 53° 11′ 41″ N, 10° 6′ 28″ O | Lübberstedt 62 | Flach, rund, Dm. 5 m; H. 0,3 m.                                   | 28959553 | BW   |
| 53° 11′ 41″ N, 10° 6′ 28″ O | Lübberstedt 63 | Flach, rund, Mitte eingesunken. Dm. 7 m; H. 0,5 m.                | 28959558 | BW   |
| 53° 11′ 41″ N, 10° 6′ 27″ O | Lübberstedt 64 | Klein, flach, Dm. 5 m; H. 0,5 m.                                  | 28959559 | BW   |
| 53° 11′ 41″ N, 10° 6′ 27″ O | Lübberstedt 65 | Klein, flach, Dm. 4 m; H. 0,3 m.                                  | 28959560 | BW   |
| 53° 11′ 41″ N, 10° 6′ 27″ O | Lübberstedt 66 | Länglich, N-Seite angegraben. L. 10 m; Br. 4 m; H. 0,4 m.         | 28959562 | BW   |
| 53° 11′ 41″ N, 10° 6′ 26″ O | Lübberstedt 67 | Klein, flach, Dm. 3,5 m; H. 0,4 m.                                | 28959452 | BW   |
| 53° 11′ 42″ N, 10° 6′ 26″ O | Lübberstedt 69 | Klein, flach, Dm. 6 m; H. 0,6 m.                                  | 28959564 | BW   |
| 53° 11′ 41″ N, 10° 6′ 27″ O | Lübberstedt 70 | Klein, flach, Dm. 4 m; H. 0,3 m.                                  | 28959565 | BW   |
| 53° 11′ 41″ N, 10° 6′ 27″ O | Lübberstedt 71 | Klein, flach, Dm. 4 m; H. 0,3 m.                                  | 28959566 | BW   |
| 53° 11′ 41″ N, 10° 6′ 27″ O | Lübberstedt 72 | Klein, flach, Dm. 4 m; H. 0,25 m                                  | 28959561 | BW   |
| 53° 11′ 40″ N, 10° 6′ 27″ O | Lübberstedt 73 | Klein, flach, Dm. 9 m; H. 0 – 0,7 m.                              | 28959568 | BW   |
| 53° 11′ 40″ N, 10° 6′ 27″ O | Lübberstedt 74 | Klein, flach, keine Steine, etwas abgeschoben. Dm. 8 m; H. 0,6 m. | 28959557 | BW   |
| 53° 11′ 40″ N, 10° 6′ 28″ O | Lübberstedt 75 | Oval, flach, L. 5,5 m; Br. 4 m; H. 0,3 m.                         | 28959569 | BW   |